# 国务院部委管理的国家局
国务院部委管理的国家局，是指由中华人民共和国国务院行政机构所管理的主管特定业务、行使行政管理职能的部门。
此处的“部委”是一种习惯用法，其意义不仅限于国务院组成部门中的某部或某委员会。国家局名称冠以“国家”或“中国”二字，通常为副部级单位。

## 职权
根据《国务院关于部委管理的国家局设置及有关问题的通知》（国发〔1993〕26号）、《国务院关于部委管理的国家局与主管部委关系问题的通知》（国发〔1998〕12号），国务院部委管理的国家局与主管部委的关系是：
1. 国家局是负责国家某方面工作的行政管理机关，具有相对的独立性。主管部委主要通过部长（主任）或部长（主任）召开会议的形式，对国家局工作中的重大方针政策、工作部署等事项实施管理，由主管部委部长（主任）对国务院负责。
2. 国家局原则上不直接向国务院请示工作。国家局在工作中有需要请示国务院的事项，应由主管部委向国务院呈文；遇有紧急情况，国家局需直接向国务院请示时，应同时报告主管部委。
3. 国家局可以根据法律和国务院的行政法规、决定、命令，在权限内拟定部门规章、指示、命令，经主管部委审议通过后，由主管部委或主管部委授权国家局对外发布。国家局使用带国徽的印章，印章规格按国务院办公厅规定办理。
4. 国务院下发的有关文件、电报直接发给国家局，国务院召开的有关会议通知国家局参加。
5. 国家局正、副局长的任免，按照有关干部管理权限的规定办理；国家局内设司的司长职务的任免，由国家局审批，报主管部委和中组部备案；其他人事工作由国家局管理。国家局机关党的工作，由主管部委机关党委统一管理。
6. 国家局的外事工作，按照国家有关外事管理的规定办理，原有的外事经费渠道和外事审批权不变。除重大外事活动需经主管部委批准外，国家局可直接开展对外合作交流。国家局的副部级以上人员出访，由主管部委报国务院审批；其他人员出访，按有关规定办理。
7. 国家局原有的资金、财政、物资和机关行政经费渠道，原则上不变。

## 现行国务院部委管理的国家局序列
1. 国家粮食和物资储备局（由国家发展和改革委员会管理）
2. 国家能源局（由国家发展和改革委员会管理）
3. 国家数据局（由国家发展和改革委员会管理）
4. 国家国防科技工业局（由工业和信息化部管理）
5. 国家烟草专卖局（由工业和信息化部管理）
6. 国家移民管理局（由公安部管理，加挂中华人民共和国出入境管理局牌子）
7. 国家林业和草原局（由自然资源部管理，加挂国家公园管理局牌子）
8. 国家铁路局（由交通运输部管理）
9. 中国民用航空局（由交通运输部管理）
10. 国家邮政局（由交通运输部管理）
11. 国家文物局（由文化和旅游部管理）
12. 国家中医药管理局（由国家卫生健康委管理）
13. 国家疾病预防控制局（由国家卫生健康委管理）
14. 国家矿山安全监察局（由应急管理部管理）
15. 国家消防救援局（由应急管理部管理）
16. 国家外汇管理局（由中国人民银行管理）
17. 国家药品监督管理局（由国家市场监督管理总局管理）

### 国务院部委对外保留国家局牌子
1. 国家语言文字工作委员会（教育部对外保留牌子）
2. 国家外国专家局（人社部对外保留牌子）
3. 国家航天局（工业和信息化部对外保留牌子）
4. 国家原子能机构（工业和信息化部对外保留牌子）
5. 国家海洋局（自然资源部对外保留牌子）
6. 国家核安全局（生态环境部对外保留牌子）
7. 国家乡村振兴局（农业农村部对外保留牌子）
8. 国家认证认可监督管理委员会（国家市场监督管理总局对外保留牌子）
9. 国家标准化管理委员会（国家市场监督管理总局对外保留牌子）
10. 国家反垄断局（国家市场监督管理总局对外保留牌子）

### 中共中央职能部门加挂国家局牌子
1. 国家公务员局（在中央组织部加挂牌子，由中央组织部承担相关职责）
2. 国家电影局（在中央宣传部加挂牌子，由中央宣传部承担相关职责）

### 列入中共中央直属机关的下属机构序列
1. 国家档案局（与中央档案馆一个机构两块牌子）
2. 国家保密局（与中央保密委员会办公室一个机构两块牌子）
3. 国家密码管理局（与中央密码工作领导小组办公室一个机构两块牌子）

## 附：国务院部委管理的事业单位
1. 中国地震局（由应急管理部管理）
2. 中国地质调查局（由自然资源部管理）
3. 国家自然科学基金委员会（由科学技术部管理）
4. 全國社會保障基金理事會（由财政部管理）
5. 中国老龄协会（由民政部管理）

### 类似性质机构
- 中华人民共和国地方各级人民政府的部门管理机构
- 日本行政机关的外局